# Prisioneiros de guerra italianos na União Soviética

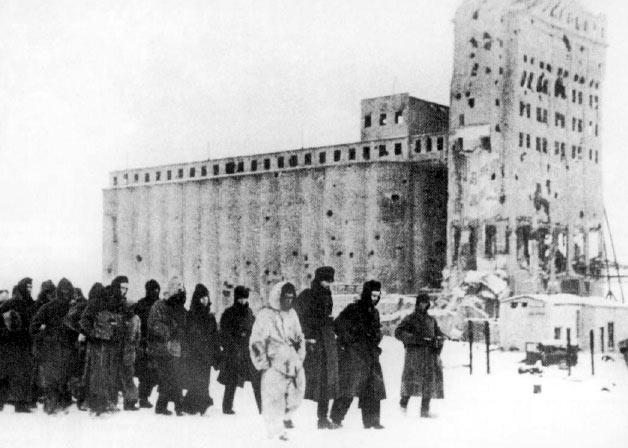
Prisioneiros de guerra do Eixo em Stalingrado

Os prisioneiros de guerra italianos na União Soviética são é a história dos prisioneiros de guerra do exército italiano na Rússia (ARMIR e CSIR) e de seu destino na União Soviética de Stalin durante e após a Segunda Guerra Mundial.

## Características
Mais de 60 mil prisioneiros de guerra italianos foram capturados pelo Exército Vermelho na Segunda Guerra Mundial . Quase todos eles foram capturados durante a decisiva ofensiva soviética da "Operação Pequeno Saturno" em dezembro de 1942, que aniquilou o exército italiano na Rússia (<i id="mwFw">Armata Italiana na Rússia</i> - ARMIR).
No seu auge, o ARMIR tinha cerca de 235 mil soldados e operou entre dezembro de 1942 e fevereiro de 1943, em apoio às forças alemãs envolvidas na Batalha de Stalingrado e arredores. Nesse período, o número total de soldados italianos desaparecidos era de 84.830, segundo o Ministério da Defesa italiano, 1977a 1977b. Segundo os arquivos soviéticos, 54.400 prisioneiros de guerra italianos chegaram vivos aos campos de prisioneiros soviéticos; desse número 44.315 prisioneiros, ou 81,1%, morreram em cativeiro dentro dos campos, a maioria deles no inverno de 1943.
Uma lista dos nomes dos soldados, em cirílico, incluindo data e local da morte, foi apresentada pelas autoridades russas após 1989 (Ministério da Defesa italiano, 1996). 10.085 prisioneiros foram repatriados entre 1945 e 1954. O destino individual de 30.430 soldados, que morreram durante os combates e a retirada ou após a captura, é menos conhecido. Estima-se aproximadamente que cerca de 20.000 homens perderam a vida devido aos combates e 10.000 homens morreram entre o momento em que se tornaram prisioneiros e o tempo em que se registraram dentro dos campos.
Fontes russas listam as mortes de 28.000 dos 49.000 prisioneiros de guerra italianos (segundo eles) na União Soviética 1942-1954.

## O caminho para os campos de prisioneiros de guerra
Os soldados capturados tiveram que percorrer centenas de quilômetros a pé até chegarem aos campos de prisioneiros. Eles foram relatados pelos sobreviventes como a marcha de Davai". "Davai!" é uma expressão russa de insistência, neste contexto que significa "continue andando!" . Os prisioneiros eram escoltados pelo Exército Vermelho e, muitas vezes, partidários sem piedade para aqueles que caíam congelados ou exaustos (Revelli, 1966). A transferência foi concluída usando trens de carga, onde muitos prisioneiros morreram devido às temperaturas extremamente baixas e à falta de comida.

## Acampamentos, tratamento e causas de morte
Suzdal 160, Tambov, Oranki, Krinovoje, Michurinsk, localizado no leste da Rússia, eram os campos em que a maioria dos prisioneiros de guerra italianos ficava detida em condições sombrias. Outros eram conhecidos apenas por seus números de referência, como Lager 58 e Lager 171 (Ministério da Defesa italiano, 1996). Tifo e doenças relacionadas à fome foram as principais causas de mortalidade dentro dos campos (Giusti, 2003). Foi relatada brutalidade das tropas e guerrilheiros soviéticos a prisioneiros desarmados, mas os sobreviventes testemunharam também episódios de camaradagem entre soldados das duas nações opostas, especialmente na linha de frente (Rigoni Stern, 1965) e compaixão dos civis russos (Vio, 2004).
Os prisioneiros de guerra italianos na União Soviética estavam sujeitos a muita propaganda. A propaganda foi entregue por quadros comunistas italianos que haviam fugido do fascismo na Itália para a União Soviética, conhecida na Itália como fuoriusciti, "gente que saiu de casa" (Zilli, 1950). Apesar dos atrativos e ameaças, a maioria dos prisioneiros, principalmente se não anteriormente comprometida pelo fascismo, resistiu à propaganda (Giusti, 2000). As condições dos prisioneiros melhoraram bastante com a primavera de 1943, devido à preocupação do governo soviético e à melhor administração do campo, aumentando drasticamente o suprimento de alimentos e o número de soldados sobreviventes.

## Criminosos de guerra
A maioria dos sobreviventes foi autorizada a retornar à Itália em 1945-1946. Nos mesmos anos, um grupo de oficiais italianos detidos foi acusado de crimes de guerra e condenado a muitos anos de trabalhos forçados. Após a morte de Stalin, as acusações provaram ser falsas e foram libertadas em 1954 (Reginato, 1965).
Os italianos na União Soviética não agiram como tropas de ocupação, e atrocidades contra guerrilheiros e civis eram, portanto, improváveis. Os soviéticos capturados pelo Corpo Expedicionário Italiano na Rússia (Corpo di Spedizione Italiano na Rússia, CSIR), que operou de julho de 1941 a junho de 1942, foram entregues aos alemães e sofreram cruel tratamento pelos nazistas. Após o estabelecimento do ARMIR, os prisioneiros soviéticos foram mantidos sob custódia italiana em condições razoáveis. Por exemplo, prisioneiros de guerra russos foram alimentados com rações padrão do exército italiano (Ricchezza, 1978).

## Razões para a tragédia esquecida
A questão dos prisioneiros de guerra italianos na União Soviética permaneceu um tópico político quente na Itália do pós-guerra. Nunca foi seriamente investigado por causa da relutância das autoridades soviéticas em fornecer informações sobre o destino das dezenas de milhares de soldados desaparecidos. Seu caso foi usado de maneira instrumental pelos partidos de centro-direita que acusaram a União Soviética de não retornar seus prisioneiros de guerra (manifesto do partido Democracia Cristã, 1948) e negados como propaganda anticomunista da esquerda (Robotti) durante o primeiro eleições democráticas na Itália (1948). Informações imparciais que sustentam o tamanho da tragédia e uma reconstrução histórica objetiva ocorreram somente após a queda da União Soviética (Giusti, 2003), quando o maior interesse público na Itália já havia desaparecido.